# Rue Ponscarme
La rue Ponscarme est une voie du 13e arrondissement de Paris, en France.

## Situation et accès
La rue Ponscarme est une voie publique située dans le 13e arrondissement de Paris. Elle débute au 83, rue du Château-des-Rentiers et se termine au 74, rue Nationale.

## Origine du nom

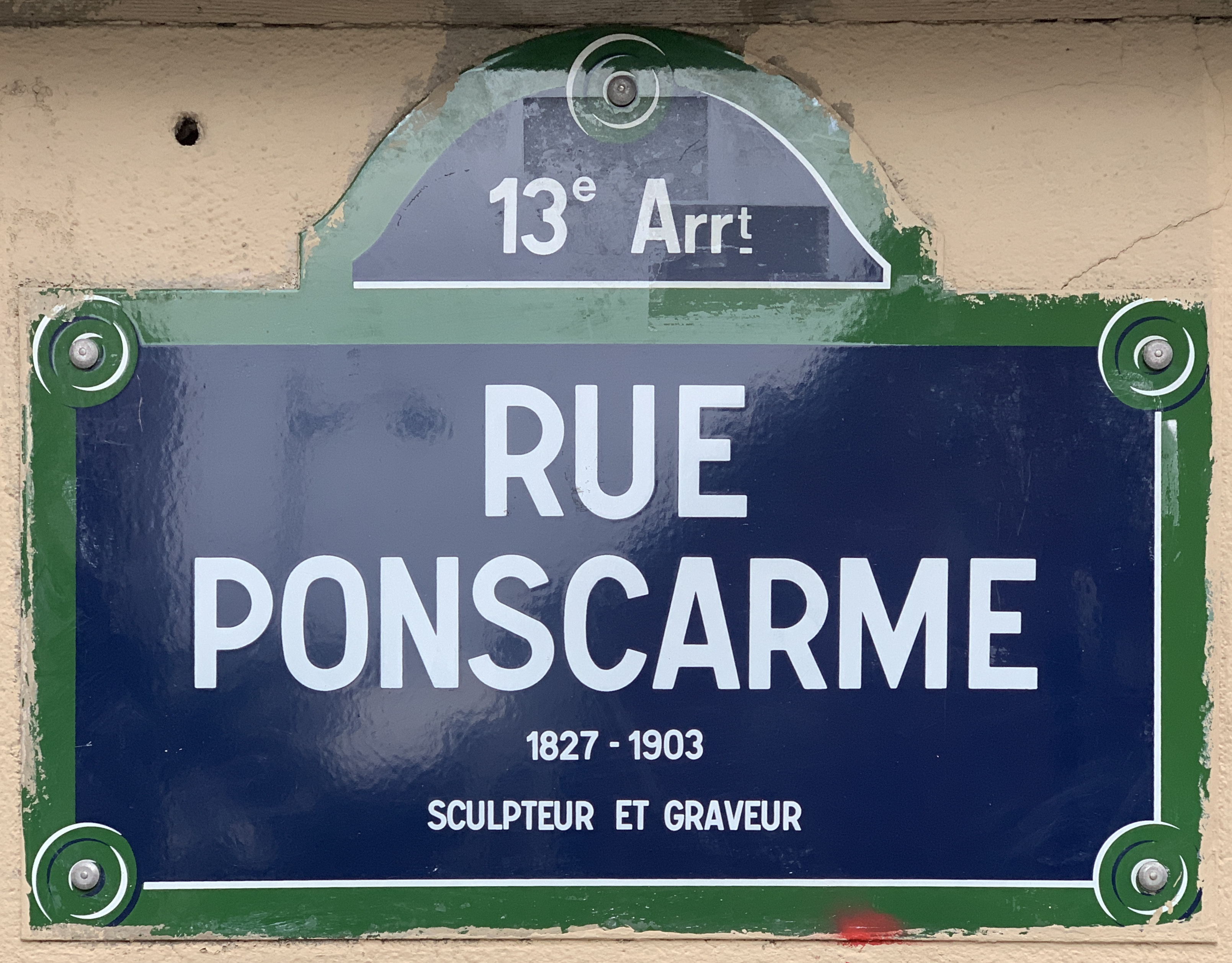
Plaque de la rue.

Elle porte ce nom en hommage au sculpteur Hubert Ponscarme (1827-1903).

## Historique
La première partie de cette rue a été amorcée en 1885, sur une longueur de 110 mètres, à partir de la rue du Château-des-Rentiers sous le nom de « rue de Richemont prolongée ».
La seconde partie, jusqu'au débouché sur la rue Nationale, a été formée en 1909 sur des terrains appartenant à la Ville de Paris.
La rue prend sa dénomination actuelle le 13 janvier 1934.